# 大谷 (さいたま市見沼区)
大谷（おおや）は、埼玉県さいたま市見沼区の大字。郵便番号は337-0014。

## 地理
さいたま市見沼区東部の大宮台地上に位置するが、北・東・南から見沼の谷戸が台地を取り巻くように複雑に入り組み、起伏がある地形である。東で膝子に、西で蓮沼および南中野に、南で東新井・御蔵・笹丸・染谷・加田屋新田・加田屋に、北で東門前・新堤・東宮下に隣接する。おおむね加田屋川の右岸にあたる。
区域区分は、地内を縦断する埼玉県道65号さいたま幸手線を境に分かれる。西側は市街化区域に属し、住宅地が主体でほかに商店街や団地などがある。東側は市街化調整区域に属し、一部で日生大谷団地があるほかは畑地が多く、思い出の里市営霊園がある。南北に縦断する都市計画道路大間木丸ヶ崎線が計画されており、東楽園通りと埼玉県道65号さいたま幸手線の間は東側車線が整備済みとなっているほか、一部用地が確保されている。南部には御蔵中央通線が計画されている。また、内田川が加田屋川に注ぐ。
公共交通機関は東武野田線（東武アーバンパークライン）の七里駅のほか、国際興業と東武バスウエストの路線バスがある。どちらも本数が充実しており、国際興業では大宮駅へ、東武バスウエストでは北浦和駅（一部は浦和駅）へ行くことができる。
縄文期および弥生後期の遺跡である大谷後遺跡が地内にある。

### 河川
- 加田屋川

### 地価
国土交通省地価公示
- 所在および地番：大字大谷字稲荷東213番地42
- 価格：103,000円/m2
- 利用現況：住宅
  - 2021年（令和3年）1月1日時点[6]

## 小字
- 弁天、八石、下田、氷川、松原、向大谷、松崎、向原、稲荷、後[7]

## 歴史
かつては江戸期より存在した武蔵国足立郡南部領に属する大谷村であった。南北朝時代には既に武蔵国大谷郷と称しており、古くから存在する地名である。村高は正保年間の『武蔵田園簿』では97石余（田65石余、畑31石余）、『元禄郷帳』および『天保郷帳』では97石余であった。助郷は日光御成街道大門宿に出役していたが、寛保・宝暦年間は中山道大宮宿にも代出役していた。化政期の世帯数は60軒で、村の規模は東西10町余、南北8町であった。長芋と柿渋が村の特産品であった。

### 地名の由来
大きな谷があったことから。

### 沿革
- 初めは知行は旗本青木氏[5]。以降変遷なし。なお、検地は1800年（寛政12年）に実施。
- 1828年（文政11年）より大門宿寄場34か村組合に所属[5]。
- 幕末の時点では足立郡に属し、明治初年の『旧高旧領取調帳』の記載によると、旗本青木五十五郎の知行であった[8][5]。
- 1868年（慶応4年）6月19日：武蔵知県事・山田政則（忍藩士）の管轄となる。
- 1869年（明治2年）
  - 1月13日：武蔵知県事・宮原忠英の管轄区域に大宮県を設置、同県の管轄となる。県庁は東京府馬喰町に置かれる。
  - 9月29日：県庁が浦和に置かれ、浦和県に改称。
  - 12月2日：旗本領が上知され、浦和県の管轄となる（府藩県三治制も参照）。
- 1871年（明治4年）11月13日：第1次府県統合により、埼玉県の管轄となる。
- 1879年（明治12年）3月17日：郡区町村編制法の埼玉県での施行により、北足立郡の所属となる[5]。
- 1889年（明治22年）
  - 4月1日：町村制施行により、北足立郡大谷村が単独で自治体を形成[5]。大字はなし。猿ヶ谷戸村・東門前村・東宮下村・膝子村・新堤村・風渡野村と大谷村外6ヶ村組合を結成し、組合役場を猿ヶ谷戸村に設置。
  - 6月1日：大谷村外6ヶ村組合が膝子村外6ヶ村組合に改称される。
- 1913年（大正2年）4月1日：膝子村外6ヶ村組合を解消し、7村の区域をもって七里村が発足[9]。同日大谷村廃止。七里村の大字大谷となる。
- 1955年（昭和30年）1月1日：七里村が大宮市に編入合併され[9]、大宮市の大字となる[10]。
- 1963年（昭和38年）1月30日：地内に「山吹幼稚園」が開園する[11]。
- 1964年（昭和39年）：地内に1961年（昭和36年）より着手された大宮七里県営住宅が完工する[5]。
- 1975年（昭和50年）12月1日：市営霊園（大宮市霊園）の募集を一部で開始する[12]。
- 1976年（昭和51年）
  - 4月1日：地内に大宮市立大谷小学校（現・さいたま市立大谷小学校）が開校する[11][13]。
  - 4月：地区の南部に市営霊園の大宮市霊園（現・さいたま市思い出の里市営霊園）が開設される[14]。
- 1982年（昭和57年）4月1日：地内に大宮市立大谷中学校（現・さいたま市立大谷中学校）が開校する[13]。
- 2000年（平成12年）
  - 4月：地区の一部に七里総合公園が開設される[15]。
  - 4月10日：地内に七里コミュニティセンターが開館する[16]。
  - 7月1日：七里コミュニティセンター内に大宮市立七里図書館（現・さいたま市立七里図書館）が開館する。
- 2001年（平成13年）5月1日：浦和市・大宮市・与野市が合併し、さいたま市が発足。同市の大字となる。
- 2003年（平成15年）4月1日：さいたま市が政令指定都市に移行し、同市見沼区の大字となる。

## 世帯数と人口
2017年（平成29年）9月1日時点の世帯数と人口は、以下のとおりである。
| 大字     | 世帯数    | 人口    |
| -------- | --------- | ------- |
| 大字大谷 | 4,290世帯 | 9,517人 |

## 小・中学校の学区
市立小・中学校に通う場合、学区（校区）は以下のとおりとなる。
| 区域 | 小学校                   | 中学校                 |
| --- | ------------------------ | ---------------------- |
| 1750 - 1752番地                                                                                              | さいたま市立蓮沼小学校   | さいたま市立大谷中学校 |
| 1 - 916番地、931 - 932番地 1039 - 1046番地、1184 - 1749番地 1753 - 1803番地、1821 - 1855番地 1860 - 1877番地 | さいたま市立大谷小学校   | さいたま市立大谷中学校 |
| 917 - 930番地、933 - 1038番地 1047 - 1183番地、1804 - 1820番地 1856 - 1859番地、1878番地以降                 | さいたま市立東宮下小学校 | さいたま市立七里中学校 |

## 交通

### 鉄道
地内に鉄道路線は通っていない。最寄り駅は地点によって異なり、東武野田線（東武アーバンパークライン）の大和田駅、または同七里駅である。七里駅は、大字大谷字稲荷東213番地42の地点から約2.2 kmの位置にある。

### 道路
- 埼玉県道65号さいたま幸手線
- 大間木丸ヶ崎線
- 大谷中通り
- 東楽園通り

### バス
- 東武バスウエスト
  - 岩槻営業所
    - 岩01：北浦和駅 - 浦高前 - 皇山道 - 山崎 - 御蔵騎西屋前 - 向大谷 - 宮下 - 加倉 - 岩槻駅
    - 岩02：北浦和駅 - 浦高前 - 皇山道 - 山崎 - 御蔵騎西屋前 - 向大谷 - 宮下
    - 岩02：北浦和駅→浦高前→皇山道→山崎→東新井団地→御蔵騎西屋前→向大谷→宮下
（北浦和駅21:00発以降。深夜バスも運行・平日5本、土曜1本）
    - 岩04：浦和駅 - 常盤二丁目 - 北浦和駅 - 浦高前 - 皇山道 - 山崎 - 御蔵騎西屋前 - 向大谷 - 宮下
- 国際興業バス
  - さいたま東営業所
    - 大04：大宮駅東口 - 堀の内橋 - 西中野 - 日大前 - 大谷 - 大谷県営住宅
（大宮駅東口→大谷県営住宅に深夜バスも運行・平日4本、土曜2本）
    - 大04-2：大宮駅東口 - 自治医大医療センター - 日大前 - 大谷 - 大谷県営住宅《新道・自治医大医療センター経由》
    - 大04-3：大宮駅東口 - 堀の内橋 - 西中野 - 日大前 - 大谷 - 大宮東高校 - 東部リサイクルセンター（平日の朝夕のみ）
- さいたま市コミュニティバス
  - 見沼区コミュニティバス：国際興業バスさいたま東営業所が運行
    - さぎ山ルート：大谷県営住宅 - 七里学校前 - 大谷中学校 - 大和田駅 - 見沼区役所 - 七里駅西 - 大谷県営住宅 - 片柳コミュニティセンター - 染谷南 - さぎ山記念公園（構内）
    - 沖郷ルート：大谷県営住宅 - 七里学校前 - 大谷中学校 - 大和田駅 - 見沼区役所 - 七里駅西 - 大谷県営住宅 - 片柳コミュニティセンター - 染谷南 - 沖郷会館

## 地域

### 住宅団地
- 南平台団地
- 日生大谷団地 - 市街化調整区域に立地
- 生協大谷団地

### 県営住宅
- 大宮東宮下住宅
  - 通称名：県営大宮東宮下団地。南半分が当地区内にあたる。また、同じ団地内に高層団地があるが、6号棟のみ当地区内にあたる。1 - 5号棟は大字東宮下に属する。
- 大宮七里住宅
  - 通称名：県営大宮七里団地。完成当初は大谷県営住宅と呼ばれていた。至近にある国際興業バスおよびさいたま市コミュニティバスの同名のバス停名は、その名残である。
- 大宮七里第二住宅
  - 通称名：県営大宮七里第二団地

### マンション
- サンパーク七里
- 大宮七里グリーンハイツ[10]
- ダイアパレス大宮七里

### 公園・緑地
- 七里総合公園（一部）[15]
- 環境広場 - 最終処分場[18]
- 大谷ホタルの里 - 西福寺の麓に所在する
- 大谷公園
- 大谷松原公園
- 生協大谷公園
- 日生住宅公園
- 南平台第一公園
- 南平台第二公園
- 南平台第三公園

※ これ以外にも七里保育園のすぐ南側などに無名の公園がある。

### 施設
- 七里コミュニティセンター
  - さいたま市立七里図書館を併設
- 大宮大谷郵便局
- 思い出の里市営霊園
- 国際興業・さいたま市見沼区コミュニティバス大谷県営住宅バス停〈折返場〉
- 学校法人山吹学園 山吹幼稚園
- さいたま市立七里保育園
- さいたま市立大谷小学校
- さいたま市立大谷中学校
- 高齢者総合サービスセンター 敬寿園 七里ホーム
- ソラスト大宮東 - 介護付有料老人ホーム
- 有料老人ホーム ニチイケアセンター大谷
- 大谷会館
- 大谷第四自治会館
- 生協大谷自治会館
- 氷川神社
- 曹洞宗西福寺